# Terry Kiser

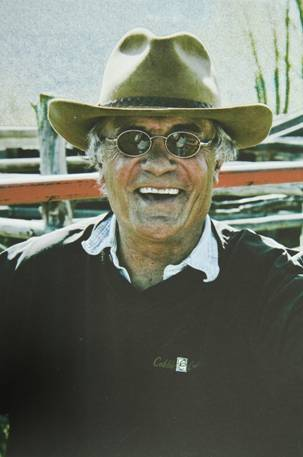
Terry Kiser

Terry Kiser (* 1. August 1939 in Omaha, Nebraska) ist ein US-amerikanischer Schauspieler. Mit über 140 Rollen in einer über fünf Jahrzehnte währenden Karriere ist er vor allem bekannt für seine Darstellung der titelgebenden Leiche Bernie Lomax in der Komödie Immer Ärger mit Bernie und deren Fortsetzung Wieder Ärger mit Bernie.

## Leben
Kiser wurde in Omaha im US-Bundesstaat Nebraska geboren. Nach seiner Schulzeit an der Westside High School studierte er an der Universität von Kansas in Lawrence mit Stipendien für American Football und Schauspiel, machte seinen Abschluss 1962 jedoch in Industrial Engineering. Nach dem College kehrte Kiser nach Omaha zurück und arbeitete drei Jahre als Ingenieur, während er in über 50 Amateurtheaterproduktionen auftrat.
Am 14. November 1987 heiratete er Sylvie Marmet, mit der er einen gemeinsamen Sohn hat, Greg. Das Paar ließ sich im Jahr 2004 scheiden.
Er lebte unter anderem in New York City, Los Angeles, mit seiner Familie in Ouray in Colorado sowie ab 2013 in Austin im US-Bundesstaat Texas.

## Karriere
In seinen ersten zwei Jahren in New York City spielte er kleinere Rollen in Theaterstücken, Fernsehproduktionen und Werbespots. 1967 wurde er für seine Rolle als Smitty in Fortune and Men’s Eyes mit einem Obie Award und dem Theatre World Award ausgezeichnet. Er wurde lebenslanges Mitglied des Actors Studio. Auch die Darstellung des David Benjamin in dem Broadway-Stück God’s Favorite brachte ihm eine Nominierung für den Tony Award ein.
Sein Debüt vor der Kamera hatte in einer Nebenrolle von The Sculptor. Ab 1964 folgten Auftritte in der Fernsehserie A Flame in the Wind sowie weitere Gastrollen.
Kiser war regelmäßig in Seifenopern zu sehen, darunter in The Secret Storm und in 52 Folgen von The Doctors. 1978 spielte er in den kurzlebigen Sitcoms The Roller Girls und Sugar Time!. In den 1970er und frühen 1980er Jahren hatte er zudem Auftritte in Fernsehserien wie Herzbube mit zwei Damen, Hardcastle & McCormick, One Day at a Time, Love Boat, Harrys wundersames Strafgericht, 227, Maude, in mehreren Folgen von Ein Colt für alle Fälle und in Golden Girls. In der Serie Polizeirevier Hill Street spielte er den Komiker Vic Hitler, bekannt als „Vic, der narkoleptische Komiker“. Er gehörte zur Besetzung der Sketch-Show Off the Wall und war Ensemblemitglied von Carol Burnetts Carol & Company (1990) mit insgesamt 34 Folgen. In den 1990er Jahren trat er unter anderem in Walker, Texas Ranger, Der Prinz von Bel-Air, Superman – Die Abenteuer von Lois & Clark (als H. G. Wells) und Will & Grace auf. In den 2010er-Jahren folgten wiederkehrende Rollen in Serien wie Bail Out als Marty und in Johnny Dynamo als Mickey.
Zu seinen Filmauftritten zählen Der Rasende Charlie (1979), Nicht von schlechten Eltern (1979), Sechs Männer aus Stahl (1979), Der Gigant (1981), Making Love (1982), Six Pack (1982), Starflight One – Irrflug ins Weltall (1983), Surf II (1984), Die Nacht der Schreie (1987) und Freitag der 13. – Jason im Blutrausch (1988).
Seinen größten Erfolg feierte der gefragte Seriendarsteller mit der Titelrolle im Film Immer Ärger mit Bernie aus dem Jahr 1989, in dem er den toten Versicherungsmakler Bernie Lomax spielte. Dessen Angestellte, gespielt von Jonathan Silverman und Andrew McCarthy, versuchen im Film, dessen Tod zu vertuschen. Kiser ließ die Rolle 1993 in Wieder Ärger mit Bernie erneut aufleben. Ab 2012 verbreiteten sich auf YouTube mehrere Videos des sogenannten „Bernie Dance“, die bis April 2016 zusammen über 17 Millionen Aufrufe verzeichneten. Weitere Filmrollen hatte er in Mannequin 2 – Der Zauber geht weiter (1991), Into the Sun (1992), The Pledge (2011) und Ein Weihnachtsbaum Wunder (2013).
Im Jahr 2013 zog Kiser nach Austin, Texas, wo er neben der Schauspielerin Joy Leigh (auch: Joy Freeman-DeLeon) Mitbegründer und künstlerischer Leiter der Schauspielschule The Actors Arena wurde. Die Schauspielschule wurde 2016 geschlossen.
Bei dem Kurzfilm Old Broads 2: Movin on up aus dem Jahr 2018 führte er Regie. Er hatte auch einen Cameo-Auftritt in dem Musikvideo zu If You Like Pina Coladas von DJ Cassidy & Shaggy feat. Rayvon in seiner Rolle als Bernie Lomax – an der Seite Jonathan Silverman. Zuletzt stand er 2025 in einer Nebenrolle für den Film Bad B*tch vor der Kamera.

## Filmografie (Auswahl)
- 1968: Die Liebe eines Sommers (Rachel, Rachel)
- 1976: Barnaby Jones (Fernsehserie, Folge 4x23)
- 1979: Sechs Männer aus Stahl (Steel)
- 1981: Der Gigant (An Eye for an Eye)
- 1981–1986: Ein Colt für alle Fälle (The Fall Guy, Fernsehserie, 6 Episoden)
- 1981: Kein Mord von der Stange (Looker)
- 1981: Jede Nacht zählt (All Night Long)
- 1983: Polizeirevier Hill Street (Hill Street Blues, Fernsehserie)
- 1981: Herzbube mit zwei Damen (Three’s Company, Fernsehserie)
- 1983: Starflight One – Irrflug ins Weltall
- 1985: Das A-Team (Fernsehserie)
- 1985/1988: Mord ist ihr Hobby (Murder, She Wrote, Fernsehserie, 2 Folgen)
- 1986: Knight Rider (Die Boxmeisterschaft)
- 1986–1992: Golden Girls (Fernsehserie)
- 1988: Freitag der 13. – Jason im Blutrausch (Friday the 13th Part VII: The New Blood)
- 1989: Immer Ärger mit Bernie (Weekend at Bernie’s)
- 1991: Mannequin 2 – Der Zauber geht weiter (Mannequin Two: On the Move)
- 1993: Der Prinz von Bel-Air (The Fresh Prince of Bel-Air, Fernsehserie)
- 1993: Wieder Ärger mit Bernie (Weekend at Bernie’s II)
- 1994: Teenage T-Rex: Der Menschen-Dinosaurier (Tammy and the T-Rex)
- 1995: Superman – Die Abenteuer von Lois & Clark (Lois & Clark: The New Adventures of Superman, Fernsehserie)
- 1996: Forest Warrior (Fernsehfilm)
- 1997: Walker, Texas Ranger (Fernsehserie)
- 1999: Will & Grace (Fernsehserie)
- 2012: Alien Tornado (Fernsehfilm)
- 2013: Ein Weihnachtsbaum Wunder (A Christmas Tree Miracle)

## Theater (Auswahl)
- 1967: Fortune and Mens Eyes (Actors Playhouse , Off-Broadway; 1967)
- 1970: Paris Is Out! (Brooks Atkinson Theatre, Broadway)
- 1970: The Castro Complex (Stairway Theatre , Broadway)
- 1973: Shelter (John Golden Theatre , Broadway)
- 1974–1975: God’s Favorite (Eugene O’Neill Theatre , Broadway)
- Frank Gagliano’s City Scene (Fortune Theatre, Off-Broadway)
- Night of the Dunce (Cherry Lane Theatre, Off-Broadway)
- The Ofay Watcher (Stage 73, Off-Broadway)